# Bilal Bayazit
Bilal Bayazit (Amsterdam, 8 aprile 1999) è un calciatore olandese, portiere del Kayserispor.

## Carriera

### Club
Cresciuto nel settore giovanile del Vitesse, durante la sua militanza nella società di Arnhem viene convocato in prima squadra per alcune partite, pur non riuscendo mai ad esordire. Nel 2021 viene acquistato dal Kayserispor; debutta in Süper Lig il 12 febbraio 2022, in occasione dell'incontro pareggiato per 1-1 contro il Galatasaray.

### Nazionale
Ha giocato nelle nazionali giovanili olandesi Under-15, Under-16 ed Under-17.

## Statistiche

### Presenze e reti nei club
Statistiche aggiornate al 26 febbraio 2023.
| Stagione           | Squadra            | Campionato         | Campionato | Campionato | Coppe nazionali | Coppe nazionali | Coppe nazionali | Coppe continentali | Coppe continentali | Coppe continentali | Altre coppe | Altre coppe | Altre coppe | Totale | Totale |
| Stagione           | Squadra            | Comp               | Pres       | Reti       | Comp            | Pres            | Reti            | Comp               | Pres               | Reti               | Comp        | Pres        | Reti        | Pres   | Reti   |
| ------------------ | ------------------ | ------------------ | ---------- | ---------- | --------------- | --------------- | --------------- | ------------------ | ------------------ | ------------------ | ----------- | ----------- | ----------- | ------ | ------ |
| 2021-2022          | Kayserispor        | SL                 | 5          | -10        | CT              | 2               | 0               |                    | -                  | -                  |             | -           | -           | 7      | -10    |
| 2022-2023          | Kayserispor        | SL                 | 20         | -27        | CT              | 1               | 0               |                    | -                  | -                  |             | -           | -           | 21     | -27    |
| Totale Kayserispor | Totale Kayserispor | Totale Kayserispor | 25         | -37        |                 | 3               | 0               |                    | -                  | -                  |             | -           | -           | 28     | -37    |
| Totale carriera    | Totale carriera    | Totale carriera    | 25         | -37        |                 | 3               | 0               |                    | -                  | -                  |             | -           | -           | 28     | -37    |